# Seminario menor

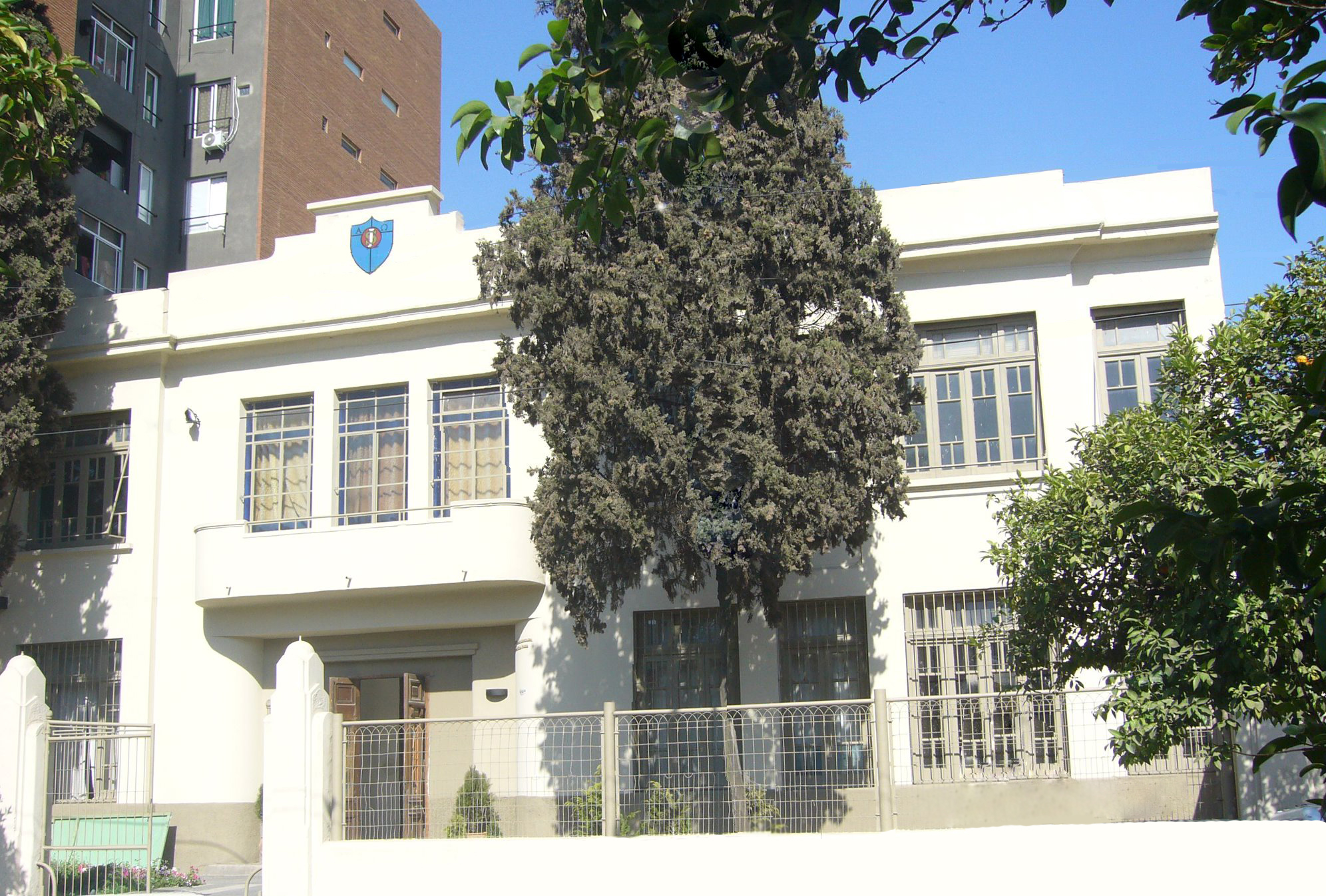
Fachada del seminario menor de Tucumán.

Un seminario menor es un centro educativo propio de la Iglesia católica destinado a la formación de jóvenes y adolescentes candidatos al sacerdocio mientras cursan los estudios obligatorios previos a la formación universitaria.
Los seminarios menores normalmente tienen un régimen de internado, tutelado por sacerdotes diocesanos o de alguna congregación que acepte candidatos propios para el ingreso al seminario menor.
El fin último del Seminario Menor es ayudar a los adolescentes que muestran una vocación de sacerdocio, a que la comprendan, la cultiven y puedan acceder al seminario mayor.